# 우리 아빠는 해결사
우리 아빠는 해결사(Les aventures de Rabbi Jacob, The Mad Adventures of Rabbi Jacob, 개봉명: 매드매드 투 펀치, 출시명: 매드 매드 2 펀치)는 프랑스에서 제작된 제라르 우리 감독의 1973년 영화이다. 루이 드 퓌네스 등이 주연으로 출연하였다.

## 출연

### 주연
- 루이 드 퓌네스

### 조연
- 자크 프랑수아
- 클로드 피에플뤼